# Vaseux Lake Park
Vaseux Lake Park är en park i Kanada.   Den ligger i provinsen British Columbia, i den södra delen av landet, 3 300 km väster om huvudstaden Ottawa. Vaseux Lake Park ligger 325 meter över havet. Den ligger vid sjön Vaseux Lake.
Terrängen runt Vaseux Lake Park är kuperad västerut, men österut är den bergig. Vaseux Lake Park ligger nere i en dal. Runt Vaseux Lake Park är det mycket glesbefolkat, med 3 invånare per kvadratkilometer.. Närmaste större samhälle är Oliver, 13,0 km söder om Vaseux Lake Park.
I omgivningarna runt Vaseux Lake Park växer i huvudsak barrskog.